# Sida hyssopifolia
Sida hyssopifolia là một loài thực vật có hoa trong họ Cẩm quỳ. Loài này được C. Presl miêu tả khoa học đầu tiên năm 1835.